# Distretto di Rangpur
Il distretto di Rangpur è un distretto del Bangladesh situato nell'omonima divisione. Si estende su una superficie di 2370,45 km² e conta una popolazione di 2.881.086 abitanti (censimento 2011).

## Suddivisioni amministrative
Il distretto si suddivide nei seguenti sottodistretti (upazila):
- Badarganj
- Mithapukur
- Gangachara
- Kaunia
- Rangpur Sadar
- Pirgachha
- Pirganj
- Taraganj